# 不老的传说
《不老的傳說》是香港歌手張學友的第十七張粵語專輯，也是第26張錄音室專輯，唱片製作人歐丁玉，寶麗金唱片公司製作並於1997年1月發行。
由於張學友在上年（1996年）無推出粵語專輯，使《不老的傳說》在推出後反應甚好，歌曲素質皆受各方好評，也奪得香港全年銷量冠軍專輯的殊榮。專輯內的所有歌曲是為配合同年下旬舉行的大型音樂劇《雪狼湖》而創作的，主打歌曲依次分別為《不老的傳說》、《愛是永恆》、《怎麼捨得你》、《原來只要共你活一天》與《抱雪》，其中《不老的傳說》和《愛是永恆》兩曲也成為了張學友家傳戶曉的兩首重要代表作品，而非主打歌曲《葬月》也成為另一首樂迷的心水歌曲。

## 曲目
| 曲序 | 曲目               |        | 作曲   | 编曲        | 备注                                                                         |
| ---- | ------------------ | ------ | ------ | ----------- | ---------------------------------------------------------------------------- |
| 1.   | 不老的傳說         | 古倩敏 | 李迪文 | Sydney Tan  | 第一主打 國語版為《不老的傳說》 音樂劇《雪狼湖》主題曲 SonyJ系列電視機廣告歌 |
| 2.   | 愛是永恆           | 林振強 | 李迪文 | Sydney Tan  | 第二主打 國語版為《愛是永恆》 英文版為李迪文《Stay With Me》                 |
| 3.   | 一些感覺           | 古倩敏 | 古倩敏 | Robert Seng | 國語版為《感覺來了》                                                         |
| 4.   | 葬月               | 潘源良 | 潘哲玄 | 吳慶隆      | 國語版為《問月》                                                             |
| 5.   | 怎麼捨得你         | 潘源良 | 黃國倫 | 蘇德華      | 第三主打 國語版為《不想失去你》                                              |
| 6.   | 花花嘉年華         | 陳少琪 | 李迪文 | Robert Seng | 國語版為《歡樂嘉年華》                                                       |
| 7.   | 冷靜               | 古倩敏 | 古倩敏 | 趙增熹      | 國語版為《決定》                                                             |
| 8.   | 甚麼是戀愛         | 陳少琪 | 林明陽 | 鍾興民      | 國語版為《是否在戀愛》                                                       |
| 9.   | 原來只要共你活一天 | 陳少琪 | 陳少琪 | 趙增熹      | 第四主打 國語版為《只要為你活一天》                                          |
| 10.  | 抱雪               | 陳少琪 | 李迪文 | 荒川里佳    | 第五主打 國語版為《抱雪》                                                    |

## 獎項
- 1997年度十大勁歌金曲頒獎典禮

- 「亞太區最受歡迎香港男歌星」
- 「十大勁歌金曲獎」 ---- 《愛是永恆》
- 「四台聯頒傳媒大獎」

- 1997年度十大中文金曲頒獎典禮

- 「十大中文金曲」：《不老的傳說》
- 「十大中文金曲」：《愛是永恆》

- - 「最佳中文流行歌曲獎」:《原來只要共你活一天》

- 「全年銷量冠軍大獎」

- 1997年度叱咤樂壇流行榜頒獎典禮
  - 「叱咤樂壇大碟IFPI大獎」：《不老的傳說》
- 1997年度新城勁爆頒獎禮
  - 「新城勁爆情歌」：《愛是永恆》
  - 「金心情歌本地金心情歌」：《愛是永恆》
  - 「有線YMC至尊榜至尊最愛廣東歌曲」：《愛是永恆》
  - 「IFPI金唱片銷量獎」：《不老的傳說》
- 1997年度香港金唱片頒獎典禮
  - 「五白金唱片」：《不老的傳說》[1]

## 音樂錄影帶
- 不老的傳說
- 愛是永恆
- 怎麼捨得你

## 發行版本
- 台灣CD版 (1997)
- 韓國CD版 (1997)
- 不老伝説 (日本CD版) (1997)